# Life Tree's Guardian
『Life Tree's Guardian』（命の樹の守り人、2009年 - 2011年）は、ナタリー・ヴォルムスベッヒャーによるドイツの少女漫画。全5巻。

## あらすじ
ノヴァーリス学園に通うメイは、素敵な恋と冒険に夢見がちな女の子。学園生活は順調なものの、意中の人に想いを打ち明けられず、悶々とした日々を送っていた。そんなある日、メイは、町外れのゴミ捨て場で、魔法使いに打ち捨てられた一匹の狼を拾う。人間の言葉を喋るその狼は、ヴォルフと名乗り、先の魔法使いヨーリクを追って異世界から来たことをメイに伝える。ヴォルフの目的は、彼の世界の守護神である《樹》の心を集め、再び元の形に戻すことだった。《樹》の心は、ヴォルフとヨーリクとの戦いの最中に自ら砕け散り、メイの世界に逃れて来たらしい。メイを異世界の揉め事に巻き込みたくないと言うヴォルフに対して、メイは、手助けを約束する。

## 登場人物
メイ（May）
主人公。15歳。本作のヒロインで、ノヴァーリス学園10回生（日本では高校1年生に相当）。学業スポーツともに優等生で、教師からの信頼も厚い。性格はやや内向的で、恋愛などにも奥手だが、芯は強いものを持っている。同学年のエーリクのことが気になっているが、言葉を交わしたことすらない。ある日、近所の不良グループに絡まれて逃げ出した際、避難先で瀕死のヴォルフを発見、獣医である母の下に持ち帰ったことにより、2つの世界を巡る騒動に巻き込まれてしまう。
ジューン（June）
メイの親友かつクラスメイト。15歳。誰とでも分け隔てなく付き合う快活な女の子で、クラスのムードメーカー。同じクラスのリュークを異性として意識しているが、なぜか本人の前ではケンカ腰な態度を取ってしまうことが多い。成績は芳しくなく、運動もあまり好きではない。ナオという2つ年下の弟がいる。当初、ヴォルフのことをただの犬と勘違いしていたが、分裂した《樹》の心の化身であるスピリットとメイが戦う場面に出くわし、自分もヴォルフに協力することを申出た。
《樹》（Baum）
異世界にある巨大な神木。守護神として奉られており、その世界の住民たちにとって心身両面で支えになっている。知能があり、コミュニケーション能力を有しているが、《樹》と直接会話できるのは、《樹》によって選ばれた守護者のみである。中心部にある心には強大な魔力が秘められており、その力を使えばどんな願いも叶うという。但し、その代償が何であるかは、誰も知らない。
ヴォルフ（Wolf）
異世界から来た狼。若くして《樹》の守護者に選ばれたが、ヨーリクの襲撃を防ぎ切ることができず、自らも重傷を負った。メイに助けられた後は、分裂した《樹》の心の化身であるスピリットの回収を決意。ヨーリクの魔法によって一時的に力を奪われているため、メイ、ジューンらの助けを借りてヨーリクと対峙することになる。
ヨーリク（Yorik）
異世界の魔法使い。魔術で彼の右に出る者はいない。ある願いを叶えるために《樹》の心を奪おうとするも、後一歩のところで逃してしまい、それを追ってメイの世界へやって来た。元の世界では1人で軍隊を相手にすることすら可能だが、地球ではその力を十二分に発揮できないという弱点を持つ。